# Adam Laxalt
Pour les articles homonymes, voir Laxalt.
 (janvier 2023).
Si vous disposez d'ouvrages ou d'articles de référence ou si vous connaissez des sites web de qualité traitant du thème abordé ici, merci de compléter l'article en donnant les références utiles à sa vérifiabilité et en les liant à la section « Notes et références ».
Adam Laxalt, né le 31 août 1978 à Reno, dans le Nevada, est un avocat et homme politique américain. Membre du Parti républicain, il est procureur général du Nevada (en) de 2015 à 2019.

## Biographie
Adam Laxalt est le fils de l'ancien sénateur des États-Unis pour le Nouveau-Mexique Pete Domenici et le petit-fils de l'ancien gouverneur du Nevada et sénateur Paul Laxalt. Il est diplômé de l'université de Georgetown et de sa faculté de droit avant de travailler comme assistant du sous-secrétaire d'État au contrôle des armements et à la sécurité internationale (en), John R. Bolton, et du sénateur de Virginie, John Warner. Il travaille comme avocat dans un cabinet privé et est membre de l'United States Navy Judge Advocate General's Corps de 2005 à 2010.
Il est élu en tant que républicain au poste de procureur général du Nevada, qu'il occupe pendant un mandat, de janvier 2015 à janvier 2019. À ce titre, il conteste les réglementations fédérales en matière de protection de l'environnement, s'oppose à certaines réglementations sur les armes à feu, dépose des mémoires juridiques en faveur de lois restreignant l'avortement et s'oppose à une enquête interétatique sur le rôle d'ExxonMobil dans le changement climatique (en). Il se présente sans succès au poste de gouverneur du Nevada lors de l'élection du gouverneur de 2018 (en), perdant face au démocrate Steve Sisolak. Il est ensuite coprésident de la campagne de réélection infructueuse de Donald Trump de 2020 dans le Nevada. Après la défaite de Trump lors de l'élection de 2020 et son refus de  la reconnaître, Donald Trump et Adam Laxalt émettent des allégations de fraude à grande échelle dans l'élection du Nevada et cherchent à annuler les résultats de l'élection. En août 2021, Laxalt annonce sa candidature à l'élection sénatoriale de 2022 au Nevada. Il perd de justesse l'élection face à la sénatrice sortante Catherine Cortez Masto.